# Système d'acquisition de données
En automatisme, le système d'acquisition de données représente l'interface entre le capteur et l'ordinateur. Ce système, composé de circuit imprimé et de logiciel, permet de recueillir automatiquement les informations analogiques ou numériques provenant du capteur.
En informatique, les différents outils de stockage (clé USB, disque dur, etc.) peuvent être vus comme des systèmes d'acquisition de données.